# Franz Wiegele (sciatore)
Franz Wiegele (23 novembre 1965) è un ex saltatore con gli sci austriaco.

## Biografia
In Coppa del Mondo esordì il 4 gennaio 1983 a Innsbruck (34°) e ottenne l'unico podio il 10 marzo 1985 a Oslo. Non partecipò né a rassegne olimpiche né iridate, ma vinse l'oro ai Campionati mondiali juniores del 1983.

## Palmarès

### Mondiali juniores
- 1 medaglia:
  - 1 oro (trampolino normale a Kuopio 1983)

### Coppa del Mondo
- Miglior piazzamento in classifica generale: 18º nel 1988
- 1 podio (individuale):
  - 1 secondo posto